# Боте, Герта
Ге́рта Гертру́да Бо́те (нем. Herta Gertrude Bothe; 8 января 1921, Тетеров, Свободное государство Мекленбург-Шверин, Веймарская республика — 16 марта 2000) — надзирательница женских концентрационных лагерей. Была неоднократно арестована по обвинению в военных преступлениях, осуждена к тюремному заключению, но позже освобождена.

## Биография
Герта Боте родилась 8 января 1921 года в Тетерове, Свободное государство Мекленбург-Шверин, Германия. Боте помогала своему отцу, который имел магазин древесины, некоторое время служила на фабрике. В 1939 году вступила в Союз немецких девушек, где имела высокие результаты по лёгкой атлетике. В 1940 году устроилась на работу в немецкий госпиталь в качестве медицинской сестры.
В 1942 году получила приглашение на работу надзирательницей в концентрационный лагерь Равенсбрюк. После четырёхнедельного предварительного обучения Боте была отправлена в Штуттгоф, концлагерь, находившийся поблизости от города Гданьска. В нём Боте получила прозвище «Штуттгофская садистка» из-за жестокого обращения с женщинами-заключёнными.
В июле 1944 года была послана Гердой Штайнхофф в концлагерь Бромберг-Ост. С 21 января 1945 года Боте была надзирательницей во время марша смерти заключённых, проходившего от центральной Польши до лагеря Берген-Бельзен. Марш закончился 20-26 февраля 1945 года. В Берген-Бельзене Боте руководила отрядом женщин, состоявшим из 60 человек и занимавшимся производством древесины.
После освобождения лагеря была арестована. На Бельзенском процессе приговорена к 10 годам заключения. Свою защиту Боте строила на том, что признала, что избивала заключённых, но никогда ни одного из них не убила, однако нашлись свидетели, полностью это опровергнувшие. Отпущена ранее указанного срока 22 декабря 1951 года по причине снисхождения британского правительства. Всю оставшуюся жизнь прожила в Германии под фамилией Ланге. В 2004 году в документальном сериале «Holokaust» было показано её интервью, записанное в 1997 году. В нём она заявила: «Допустила ли я ошибку? Нет. Ошибка была в том, что это был концентрационный лагерь, а я должна была в нём работать, иначе бы меня саму посадили в него. Вот это была моя ошибка».

## Документальные фильмы
- 2004 — Holokaust